# Aloe lateritia
Aloe lateritia é uma espécie de liliopsida do gênero Aloe, pertencente à família Asphodelaceae.